# Colette Duval
Colette Duval (28 de julho de 1930 — 22 de maio de 1988) foi uma manequim francesa, estrela de cinema e a aeronauta, famosa por realizar grandes saltos de paraquedas.
No dia 18 de maio de 1956 sagrou-se Campeã Mundial de Queda Livre, depois de um salto de 12 080 metros de paraquedas, nos céus do Rio de Janeiro, abrindo o paraquedas apenas a 250 metros do solo. No dia 1 de março de 1960, em Portugal, realizou um salto a 3 000 metros de altitude a partir de um helicóptero da Força Aérea Portuguesa, na praia do Estoril.